# العنف الجنسي في التمرد العراقي
استخدم تنظيم الدولة الإسلامية في العراق والشام العنف الجنسي ضد النساء والرجال بطريقة وُصفت بأنها إرهابية، وقد تم تحديد العنف الجنسي من قبل منظمة الصحة العالمية على أنه «أي فعل جنسي أو محاولة الحصول على الفعل الجنسي بطريقة غير مرغوب فيها أو توجه ضد الشخص بطريقة جنسية مكرهة بغض النظر عن علاقة المعتدي بالضحية، كما أن هذا الفعل لا يقتصر على المنزل فقط بل يتعدى ذلك إلى مكان العمل والشارع وغيره»، هذا وتجدر الإشارة إلى أن داعش استخدم العنف الجنسي من أجل تقويض الشعور بالأمن داخل المجتمعات المحلية، بالإضافة إلى جمع الأموال من خلال بيع الأسرى في الاسترقاق الجنسي.

## مببرات داعش
تلقت داعش انتقادات واسعة من علماء مسلمين وغيرهم في العالم الإسلامي وذلك بسبب استخدامها جزء من القرآن الكريم في استخلاص الحكم في العزلة بدلا من النظر في كامل القرآن والحديث النبوي.
في أواخر أيلول/سبتمبر 2014، وَقَّعَتْ مجموعة مكونة من 126 عالم مسلم رسالة مفتوحة إلى زعيم «الدولة الإسلامية» أبو بكر البغدادي ينددون فيها ويرفضون بكافة الأشكال الاستعمال المهين لجماعته في تفسير آيات القرآن والحديث قصد تبرير أفعالهم، وقد جاء في الرسالة أيضا اتهام صريح لمجموعة داعش كونها تقوم بالتحريض على الفتنة من خلال وضع العبودية تحت حكم يخالف نظام الرق في الإسلام حسب العلماء المسلمين في المجتمع.
ووفقا لمارتن وليامز، فقد صرح بأن بعض المتشددين السلفيين يمارسون الجنس خارج نطاق الزواج بمختلف الأشكال مع تعليله بأنه يجوز في ظل هذه الحروب الدينية كما صرح أنه «من الصعب التوفيق بين هذا مع الدين حيث أن بعض أتباع داعش يصرون على أن المرأة يجب أن تكون مغطاة من الرأس إلى أخمص القدمين، مع فتحة ضيقة من أجل العينين». ووفقا لمنى صديقي فإن «داعش يدعي أنه يجاهد ويقاتل في سبيل الله، لكنه وفي المقابل يقوم بتدمير أي شيء وبقتل أي شخص لا يتفق معهم»، وصفت داعش بأنها «مزيج قاتل من العنف والقوة الجنسية وفي نفس الوقت فهو معيب لعرض الرجولة».
وردا على داعش، فقد كتب السيد عباس بارزيغار أستاذ الدين في جامعة ولاية جورجيا بشأن تعامل جماعة داعش مع العبيد قائلا أن المسلمين في جميع أنحاء العالم يجدون داعش غريبة جدا في تفسير الإسلام بل وصلت بحد البشاعة والشناعة. أما قادة المسلمين وعلمائهم من جميع أنحاء العالم فقد رفضوا صحة هذه المزاعم، مؤكدين على أن إعادة الرق هو مخالف للشريعة، وأن هذا كان مطلوبا في السابق فقط من أجل حماية أهل الكتاب بما في ذلك المسيحيين واليهود والمسلمين واليزيديين، كما صرحوا بأن داعش تقوم بنشر فتاوى باطلة بسبب عدم وجود السلطة الدينية مشيرين في نفس الوقت إلى أن تلك الفتاوى الصادرة عنهم مخالفة ومتناقضة تماما مع الإسلام.

## الاهتمام الدولي
أشار مقال نُشر في فورين بوليسي يُشير إلى وجود «التحيز ضد النساء مع ممارسة الاغتصاب والاعتداء الجنسي من قبل أعضاء داعش» لكن وفي المقابل صرح آخرون بأن العنف الجنسي لا ينبغي تصنيفه على أنه عمل إرهابي، لأن مثل هذا التصنيف يمكن أن يُثير عواقب خطيرة.

أما كاثرين راسلالسفير السيدة المهتمة بقضايا المرأة العالمية فقد أكدت على أن «داعش يقومون بإضفاء الطابع الإنساني على النساء والفتيات من أجل استقطابهم، كما تقوم بمكافأة مقاتليها من أجل تغدية الشر، وأنه وجب على التحالف الذي يحارب تنظيم الدولة أن يحارب أيضا هذا الشكل الفظيع من وحشية أفراد التنظيم.»
في 6 أيلول/سبتمبر من سنة 2014، أطلق الدفاع الدولي حملة عالمية بعنوان إنقاذ اليزيديين: يحب على العالم أن يتحرك الآن وذلك من أجل رفع مستوى الوعي حول مأساة اليزيديين خاصة في سنجار؛ بالإضافة إلى تنسيق الأنشطة ذات الصلة قصد تكثيف الجهود الرامية إلى إنقاذ اليزيديين والمسيحيين خاصة النساء منهم والفتيات الذين استولت عليهم داعش، ثم بناء جسر بين الشركاء المحتملين والمجتمعات من أجل العمل على حل هذا الإشكال ودمج الأفراد والجماعات والمجتمعات والمنظمات الناشطة في مجالات المرأة وحقوق الفتيات فضلا عن الجهات المعنية في القضاء على العبودية الحديثة والعنف ضد النساء والفتيات.
في 14 أكتوبر 2014، طالبت وداد عقراوي الدفاع الدولي بالتحرك السريع من أجل حماية اليزيديين والمسيحيين وجميع سكان كوباني لأنهم في حاجة ملحة إلى الاهتمام الفوري من المجتمع العالمي، وطالبت المجتمع الدولي بضرورة التأكد من عدم نسيان الضحايا؛ كما ينبغي أن يتم إنقاذهم وحمايتها بالكامل قبل فوات الأوان خاصة تقديم المساعدة والعويض إلى حد ما. وفي 4 تشرين الثاني/نوفمبر من نفس السنة قالت الدكتورة عقراوي "يجب على المجتمع الدولي أن يحدد ما الذي يحدث من جريمة ضد الإنسانية في حق اليزيديين كما يجب عليه تحديد كل الجرائم ضد التراث الثقافي في المنطقة والتطهير العرقي"، مضيفة إلى أن الإناث اليزيديات يتعرضن إلى عنف منهجي قائم على نوع الجنس والعنف بالإضافة إلى العبودية والاغتصاب". في 3 تشرين الثاني/نوفمبر 2014، ظهرت على الإنترنت قائمة أسعار صادرة عن داعش تضم ثمن بيع الإناث اليزيديات والمسيحيات، وقد شكلت الدكتورة عقراوي فريق من أجل التحقق من صحة الوثيقة. وفي 4 تشرين الثاني/نوفمبر من نفس السنة تم إصدار نسخة مترجمة من الوثيقة من قبل فريق الدكتور وداد، ليتم التأكد في 4 آب/أغسطس 2015 من أن الوثيقة حقيقية وقد تم التأكد من صحتها من قبل الأمم المتحدة الرسمية.
صدر تقرير للأمم المتحدة في 2 تشرين الأول/أكتوبر 2014 يستند على 500 مقابلة مع شهود عيان صرحوا فيه بأن داعش أخذت ما بين 450 إلى 500 من النساء والفتيات في محافظة نينوى بالعراق، كما أكدوا على أن غالبية الأسرى كانوا من الفتيات غير المتزوجات والنساء اليزيديات والمسيحيات، ويُقال أنه تم نقلهم مباشرة إلى سوريا، إما كمكافأة لمقاتلي داعش أو ليتم بيعهم كرقيق جنس.
في منتصف تشرين الأول/أكتوبر من نفس السنة، أكدت للأمم المتحدة على أن ما بين 5,000 إلى 7,000 من النساء اليزيديات والأطفال تم اختطافهم من قبل تنظيم الدولة الإسلامية وتم بيعهم في وقت لاحق في سوق النخاسة.
في تشرين الثاني/نوفمبر 2014، قامت الأمم المتحدة بتشكيل لجنة تحقيق بشأن التعذيب والانتهاك الجنسي في سوريا وقالت: 
في عام 2016، عزمت لجنة العدالة الدولية والمساءلة على مقاضاة 34 من كبار أعضاء داعش الذين كان لهم دور فعال في منهجية الجنس وتجارة الرقيق وذلك بعد انتهاء الأعمال العدائية.

## أمثلة من العنف الجنسي من قبل داعش
وفقا لغالبية التقارير، فإن داعش قام بالاستيلاء على المدن العراقية في يونيو/حزيران من عام 2014، وقد رافق ذلك تصاعد كبير في العنف ضد المرأة، بما في ذلك الخطف والاغتصاب.
ذكرت صحيفة الغارديان أن داعش يحاولون بشتى الطرق جعل المرأة عبارة عن جسد لا غير، وأن النساء التي تعيش تحت سيطرتهم يتم القبض عليهم واغتصابها دون رحمة، كما أشارت إلى أن مقاتلي التنظيم يشعرون بالحرية في ممارسة الجنس واغتصاب غير المسلمين من النساء الأسرى.
قالت هناء إدوار الرائدة في مجال مناصرة حقوق المرأة في بغداد والتي تُدير منظمة غير حكومية تسمى جمعية الأمل العراقية (والمعروفة اختصارا بـ IAA) أن أيا من اتصالاتها في الموصل كانت قادرة على تأكيد أي من حالات الاغتصاب. ومع ذلك، فقد أكدت ناشطة أخرى في مجال حقوق المرأة في بغداد تُدعى بسمة الخطيب أن ثقافة العنف موجودة في العراق ضد النساء عموما وأنها تشعر بيقين على أن العنف الجنسي ضد المرأة يحدث في الموصل ليس فقط من قبل داعش بل كل الجماعات المسلحة.
في بيان صحفي صادر عن الأمم المتحدة في العراق بتاريخ 12 آب/أغسطس 2014، أكد التقرير على أن هناك «أرقام فظيعة بخصوص اختطاف واحتجاز النساء اليزيديات والمسيحيات، وكذلك النساء الشبك النساء» كما أشارت نفس التقارير إلى أن هناك وحشية في الاغتصاب من قبل أعضاء التنظيم. كما أن حالات العنف الجنسي تبدو في زيادة مستمرة حسب بعض التقديرات حيث أن هناك حوالي 1,500 من النساء ما بين معتنقات اليزيدية والمسيحية يقبعون كأسرى في سجون داعش ويتعرضون يوميا للاستعباد الجنسي.
أشارت منظمة العفو الدولية إلى أن داعش قد أطلقت حملة منهجية من التطهير العرقي في شمال العراق كما أن العديد من المواطنين في تلك المناطق قد تعرضوا للتهديد بالاغتصاب أو الاعتداء الجنسي أو بالضغط عليهم قصد اعتناق الإسلام، وفي بعض الحالات تم اختطاف عائلات بأكملها. وبالتالي فإن هذه الجرائم تتجاوز العنف القائم على نوع الجنس من الإناث، لأن الذكور أيضا مستهدفون. وفي هذه الحالة، فإن العنف الجنسي له هدف سياسي وديني محض وهو اعتناق الإسلام كما أكد على ذلك مجموعة من أعظاء التنظيم.
تزعم الفتيات اليزيديات في العراق إلى أنهم قد تعرضوا للاغتصاب من قبل مقاتلي داعش، وقد انتحرت العديد منهن من خلال القفز من جبل سنجار، كما هو موضح في العديد من الشهادات.

سلط مركز وودرو ولسون الدولي للعلماء الضوء على إساءة معاملة المرأة من قبل مسلحو داعش بعد القبض عليهم، وقد صرح نفس المركز بأن أفراد التنظيم عادة ما يأخدون النساء الكبيرات في السن مؤقتا، بينما يقومون ببيع الصغيرات في السوق أو اغتصابهن... أو على الأقل يجبرون على الزواج من مقاتلي التنظيم، إلا أن هذا الزواج عادة ما يكون مؤقت، وبمجرد ما يمارس المقاتلين الجنس مع هؤلاء الفتيات، يتم التخلص منهم بسرعة وذلك من خلال تمرير الفتاة إلى المقاتلين الآخرين. وبالحديث عن وضعية المرأة اليزيدية التي استولت عليها داعش فقد أكد المركز على: 
ذكرت صحيفة الغارديان في 29 أيلول عام 2014 أنَّ الدولة الإسلامية في العراق والشام قد وسّعت جهودها من أجل استقطاب الإناث من الدول الغربية، وطلبت منهن الانضمام للحركة بهدف إنجاب الأطفال من أجل دعم عهد الخلافة الجديد. وقد انضمت المئات من الإناث (اللاتي تدور أعمارهنّ في الغالب ما بين 16 و 24 سنة) وتخلّوا عن عائلاتهنّ ومنازلهنّ ودولهنّ من اجل المشاركة في الجهاد تحت اسم تنظيم الدولة الإسلامية في العراق والشام. يبلغ عمر واحدة منهن على الأقل 13 عامًا.
أعلنت وزارة حقوق الإنسان في العراق في كانون الأول من عام 2014 أنَّ الدولة الإسلامية في العراق والشام قتلت أكثر من 150 امرأة وفتاة في مدينة الفلوجة بسبب رفضهنَّ المشاركة في جهاد النكاح.
ذكرت العديد من وسائل الإعلام بعد وقت قصير من تأكيد وفاة الرهينة الأمريكية كايلا مولر في 10 شباط من عام 2015 أنَّ مؤسسة الاستخبارات الأمريكية تعتقد أن الرهينة قد مُنحت كزوجة لأحد المقاتلين في تنظيم الدولة الإسلامية في العراق والشام. تم في شهر آب عام 2015 تأكيد اجبارها على الزواج من أبو بكر البغدادي الذي اغتصبها مرارًا وتكرارًا. وذكرت صحيفة واشنطن بوست أنَّ: «زعيم تنظيم الدولة الإسلامية في العراق والشام كان يحتفظ شخصيًا بامرأة أمريكية تبلغ من العمر 26 عامًا (مولر) كرهينة ويغتصبها بشكل متكرر». أبلغ المكتب الفيدرالي الأمريكي للتحقيق (إف بي آي) عائلة مولر أن أبو بكر البغدادي قام بإيذاء السيدة مولر جنسيًا، وأنَّ السيدة مولر تعرضت للتعذيب أيضًا. أكدت أم سياف (وهي أرملة أبو سياف المقاتل في تنظيم الدولة الإسلامية في العراق والشام) أنَّ زوجها هو من قام بإساءة معاملة السيدة مولر بشكل متكرر.